# John Downer (Dokumentarfilmer)
John Leslie Keith Downer (* 1952 in London) ist ein britischer Regisseur und Produzent. Sein Hauptbetätigungsfeld sind Tierfilme.

## Leben
Downer wurde 1952 in London geboren und studierte Zoologie an der Swansea University. Downer leitet eine eigene Produktionsfirma in Bristol, England. Viele seiner Produktionen fertigte er für die BBC an, die für hochwertige Dokumentarfilme bekannt ist. Dabei kam es schon mehrmals zur Zusammenarbeit mit dem berühmten Naturfilmer Sir David Attenborough.
Downer zeichnet sich durch seine innovativen Arten des Kameraeinsatzes aus. So baut er gern Kameras in Tier-, Pflanzen- oder Steinattrappen ein, von denen sich einige ferngesteuert bewegen lassen. Dadurch kommt er wilden, freilebenden Tieren sehr nah und kann mit Weitwinkelobjektiven ungewohnte Perspektiven schaffen. Für Tiger - Spy in the Jungle konstruierte er z. B. eine ferngesteuerte Baumstumpfattrappe mit eingebauter Kamera, die von einem zahmen Elefanten getragen und an sorgfältig ausgewählten Stellen im indischen Dschungel abgesetzt wurde. Dadurch kam er den Tigern nicht nur sehr nah, oft näherten sich diese ihrerseits von sich aus dem seltsamen, anscheinend harmlosen Objekt. Für Earthflight benutzte er ein Modellflugzeug in Form eines Geiers und filmte damit mitten in einer Ansammlung segelnder Geier. Für diese Serie benutzte er auch sogenannte Crittercams, die er zahmen Vögeln aufschnallte, z. B. einem Schreiseeadler (im Film als „Fischadler“ bezeichnet, was eine fehlerhafte Übersetzung von „African Fish-eagle“ darstellt, denn der tatsächliche Fischadler heißt im Englischen „Osprey“). In der Serie Spione im Tierreich verwendete er über 30 lebensechte Nachbildungen von Tieren, darunter auch solche von Tierbabys.
Einige seiner Filme liefen – teilweise wiederholt – im deutschen Fernsehen.

## Filme
- 1999: Supernatural
- 2000: Lions - Spy in the Den
- 2002: Fantastisches Tierreich (Weird Nature - Science is stranger than Myth)
- 2003: Elephants - Spy in the Herd
- 2004: Bears - Spy in the Woods
- 2007: Trek - Spy on the Wildebeest
- 2008: Die geheime Welt der Tiger (Tiger - Spy in the Jungle, 3 Teile)
- 2009: Megaschwärme (Swarm,  2 Teile)
- 2010: Polar Bear - Spy on the Ice
- 2011: Die fantastische Reise der Vögel (Earthflight, 6 Teile)
- 2013: Pinguine hautnah (Penguins - Spy in the Huddle, 3 Teile)
- 2014: Dolphins - Spy in the Pod
- 2017: Spy in the Wild
- 2022: Serengeti, 3 Teile
- 2023: Serengeti - Wilde Geschichten aus der Savanne, 6 Teile (45 Minuten) Originaltitel: Serengeti III